# Erigeron poncinsii
Erigeron poncinsii là một loài thực vật có hoa trong họ Cúc. Loài này được (Franch.) Botsch. mô tả khoa học đầu tiên năm 1957.